# Иза камере
Иза камере је српски филм из 2023. године у режији Петра Пашића.
Од 27. априла 2023. године филм је доступан и на стриминг платформи Аpollon.

## Радња
Млада редитељка Тања добија новац за снимање дебитантског филма.
У жељи да направи што бољи филм, а у недостатку новца, Тања окупља филмску екипу сачињену од највећих звезда до потпуних аматера...
Невоља настаје у тренутку, кад је Тања постала свесна чињенице, да цела филмска екипа није ништа више до скуп ексцентричних ликова, најразличитијих карактера, који уместо да се бави филмом, сву своју пажњу и енергију расипају у решавању приватних проблема и опсесија, који су у већини случајева бизарни.
Тања се до крајњих граница бори са проблемима, покушавајући да мотивише екипу да се коначно фокусирају на снимање филма, али сваки њен покушај бива осујећен новим проблемом, много бизарнијим од претходног...

## Улоге
| Глумац                 | Улога                       |
| ---------------------- | --------------------------- |
| Aнђела Петровић        | Тања, редитељка             |
| Јоаким Тасић           | Јужни, директор фотографије |
| Бранко Видаковић       | Мано, продуцент             |
| Немања Лакић           | Јоца Ћипранић, глумац       |
| Дејан Тончић           | Душан, глумац               |
| Марина Ћосић           | Миа, глумица                |
| Александра Аризановић  | Николина, глумица           |
| Нада Мацанковић        | Ирена, асистент редитеља    |
| Јована Младеновић      | Рири, асистент камере       |
| Миша Станимировић      | Мартин, костимограф         |
| Марија Гашић           | Весна, шмикерка             |
| Никола Петровић        | Меки, гафер                 |
| Тара Ђурашиновић       | фризерка                    |
| Јана Михаиловић        | Марина Куч                  |
| Стеван Здравковић      | Јасмин, тонац               |
| Биљана Јоцић           | Славица, скриптерка         |
| Филип Антић            | клапер                      |
| Жељко Ницић            | стражар                     |
| Владан Влајко Петровић | Биџа, возач                 |
| Катарина Вујовић       | новинарка                   |
| Ања Бајат              | гардероберка                |
| Лука Опачић            | скриптер                    |